# Guy Bertrand Momo Soffack Ier
Sa Majesté Guy Bertrand Momo Soffack Ier est  le roi des Foto-Dschang au Cameroun. Il accède au trône le 12 juin 2010. Il est le 8e chef de la dynastie Foto fondée en 1823.

## Biographie

### Enfance, éducation et carrière avant l'intronisation
Il succède à son père, sa Majesté Jean Claude Momo Ier, décédé le 29 avril 2010 à 74 ans après 46 ans de règne et qui a laissé 18 épouses et 140 enfants. 
Il travaille comme sous-préfet de Bafoussam II avant son intronisation
Actuellement sous-préfet de Mombo .

### Fonctions
Il est chef de 1er degré, la plus haute hiérarchie de chef traditionnel au Cameroun.
Il assume le rôle de gardien de la collection des objets cultuels et culturels du royaume.
Il reçoit en audience et ennoblit.
Il promeut le rassemblement des sujets du royaume.

### Œuvres
- Funérailles de son père en décembre 2019